# Pláštník velký
Pláštník velký (Calyptophractus retusus) je druh chudozobého savce z čeledi pláštníkovitých a jediný zástupce rodu Calyptophractus. Vyskytuje se pouze v jihoamerickém regionu Gran Chaco na rozhraní Argentiny, Bolívie a Paraguaye na suchých písčitých podložích. Jedná se o poměrně unikátního pásovce, který byl pro svůj podzemní, noční způsob života přirovnáván ke krtkům.

## Systematika
Za formální autoritu druhu se považuje německo-argentinský přírodovědec Hermann Burmeister, který druh popsal v roce 1863. Nejbližším příbuzným pláštníka velkého je pláštník malý (Chlamyphorus truncatus). Oba druhy se od sebe vydělily již někdy před 17 (± 3) miliony lety a představují jediné recentními zástupce podčeledi Chlamyphorinae.

## Výskyt
Pláštník velký je endemitem Gran Chaco, geografického regionu na pomezí severní Argentiny, jihovýchodní Bolívie a západního Paraguaye. Stanoviště druhu utváří oblasti s písečným podložím, ve kterých může snadno hrabat. Typicky se jedná o sušší oblasti s trnitou vegetací. Může se vyskytovat i v blízkosti lidských sídlišť, zcela absentuje v krajině s jílovitou půdou.

## Popis

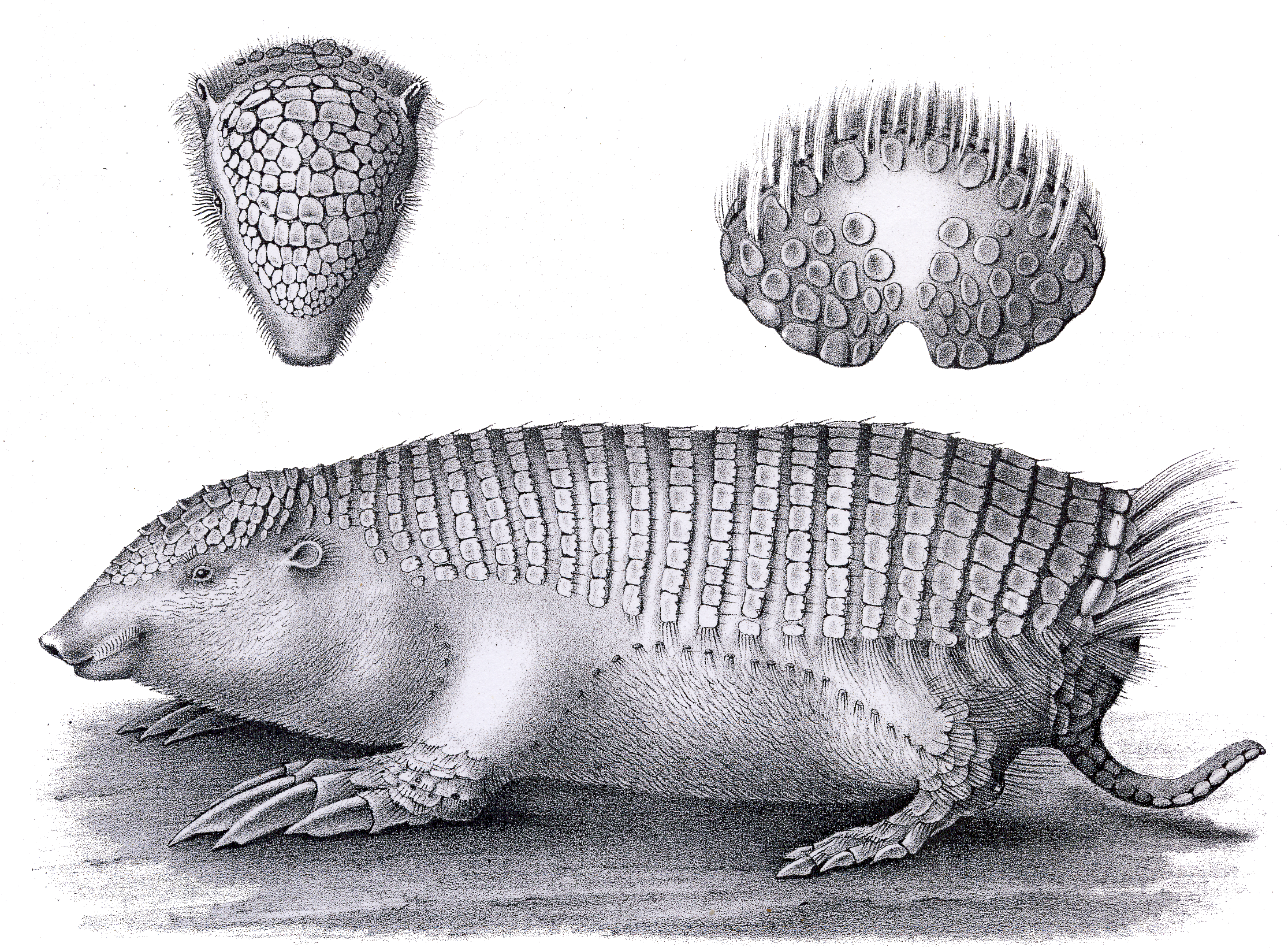
Kresba holotypu publikovaná v Burmeisterově popisu

Jedná se o menší druh pásovce o délce těla kolem 116–189 mm, ocas je dlouhý kolem 35–43 mm. Jeho hmotnost se pohybuje kolem 100 g. Pláštník velký je vzhledem k ostatním pásovcům značně nezvyklý a některé jeho morfologické charakteristicky i způsob života spíše připomínají krtka než pásovce. K těmto zvláštnostem patří např. silně redukované oči a uši, mohutné drápy na předních končetinách uzpůsobených hrabání nebo striktně fossoriální (podzemní) způsob života.
Stejně jako ostatní pásovci má pláštník velký na hřbetu kostěný krunýř. Ten má 24 podélných světle žlutohnědých pásů spojených s hřbetní kůží. Hlavový štít zasahuje až k očím. Spodina, boky a nohy jsou pokryty dlouhou hedvábnou bílošedou srstí. Ocas je částečně oštítěn také. Přední končetiny mají pět prstů. Pláštník velký je podobný pláštníku malému, avšak ve srovnání s sním je mnohem větší, celý jeho krunýř je spojen s tělem, jeho méně výrazný hlavový štít postrádá zadní řadu velkých šupin a zadní štít je nespojitý (přerušovaný), tzn. skládá se z většího množství menších štítků rozprostřených kolem anální oblasti, mezi nimiž se nachází oblasti holé kůže. Na každé straně čelisti se nachází 8 kolíkových zubů, tzn. celkem má 32 zubů.

## Chování

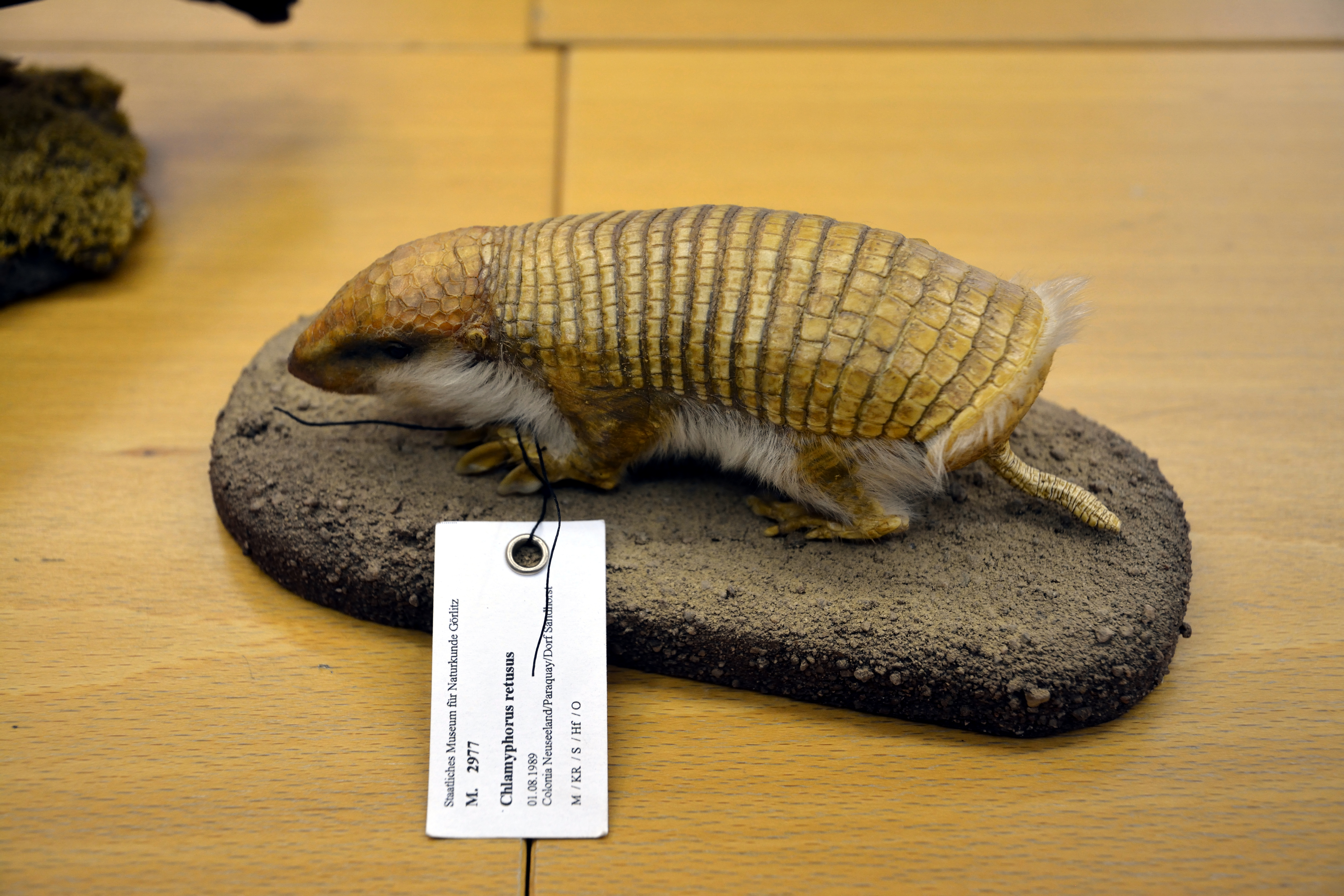
Exemplář ze sbírek Přírodovědného muzea v německém Görlitzu

Chování pláštníka velkého není dostatečné prozkoumáno. Spolu s pláštníkem malým se jedná o jednoho z nejhůře zastižitelných savců na světě a pozorování druhu ve volné přírodě jsou extrémně vzácná. Na vině je hned několik faktorů, k nimž patří noční způsobem života v podzemní i fragmentovaný výskyt druhu. Patrně se krmí všežravě na hmyzu a larvách, které najde v podzemí. V případě odchycení vydává hlasitý nářek připomínající pláč dítěte, což mu vysloužilo ve španělštině přezdívku llorón, tedy „plačící dítě“. K predátorům patrně patří psi domácí, šelmy a sovy.

## Ohrožení
Je ohrožen ztrátou svého životního prostředí i lovem, protože mezi místními obyvateli se traduje, že pláštník velký je špatným znamením věštící příchod neštěstí. Informace o stupni ohrožení jsou nicméně nedostačující.